# Lance Alworth
College Football Hall of Fame 1984
Pro Football Hall of Fame 1978
(en) Statistiques sur pro-football-reference
(en) Statistiques sur statscrew
Lance Dwight Alworth, né le 3 août 1940 à Houston (Texas), est un joueur américain de football américain ayant évolué au poste de wide receiver.

## Biographie
Né à Houston, il a grandi à Brookhaven dans le Mississippi. Étudiant à l'Université de l'Arkansas, il a joué pour les Arkansas Razorbacks en National Collegiate Athletic Association (NCAA).
Il fut drafté en National Football League (NFL) en 1962 à la 8e place (premier tour) par les 49ers de San Francisco. Dans le même temps, il est drafté en American Football League (AFL) à la 9e place (deuxième tour) par les Raiders d'Oakland. Ceux-ci échangent leurs droits sur le joueur avec les Chargers de San Diego contre Bo Roberson, Hunter Enis et Gene Selawski. Alworth préfère signer avec les Chargers qu'avec les 49ers, rejoignant ainsi l'AFL.
Running back, les Chargers le positionnent wide receiver grâce à ses aptitudes au saut et pendant plusieurs saisons en AFL, il va être une des stars du championnat, accumulant les yards grâce aux passes de John Hadl. L'AFL et la NFL fusionnèrent en 1970.
Alworth fut échangé aux Cowboys de Dallas où il resta deux saisons, remportant notamment le Super Bowl VI.
Il fut sélectionné sept fois pour le Pro Bowl et en All-Pro (1963, 1964, 1965, 1966, 1967, 1968 et 1969). Son numéro #19 a été retiré par les Chargers.
Il a intégré le College Football Hall of Fame en 1984 et le Pro Football Hall of Fame en 1978 et fait également partie de l'équipe du 75e anniversaire de la NFL.